# Nemoria anchistropha
Nemoria anchistropha là một loài bướm đêm trong họ Geometridae.